# معركة باغريواند
معركة باغريفاند وتعرف أيضا باسم معركة أردزني كان قتال في 25 أبريل 775 م / 17 جمادى الاخرة 158 هـ، في سهول باغريفاند بين قوات أمراء الأرمن الذين ثاروا ضد الخلافة العباسية وجيش الخلافة. نتج عن المعركة انتصار عباسي ساحق، مع موت القادة الأرمنيين الرئيسيين. كانت قوة عائلة ماميكونيان على وجه الخصوص قد انطفأت تقريبًا. أشارت المعركة إلى بداية الهجرة الأرمنية واسعة النطاق إلى الإمبراطورية البيزنطية.

## الخلفية والمعركة
بعد تأسيس الخلافة العباسية الخليفة المنصور (حكم 754–775) ألغى الإعانات المدفوعة إلى مختلف أمراء الأرمن، بالإضافة إلى فرض رسوم ضريبية ثقيلة عليهم. إلى جانب حالات الاضطهاد الديني ضد الأغلبية المسيحية الأرمينية، أدت هذه الإجراءات إلى اندلاع تمرد كبير ضد العباسيين عام 774. الثورة بقيادة أرتفازد ماميكونيان، ولكن تجمعوا بدعم مباشر أو ضمني من معظم أُسر أمراء الأرمن، أبرزها حتى الآن البقرادونيين الموالين للعرب، في حين أُسر أرتسروني وسيوني ظلت محايدة. انتشر التمرد عبر أرمينيا، بما في ذلك هجمات ضد جامعي الضرائب العرب، والحسن بن قحطبة حاكم أرمينيا آنذاك لم يتمكن من احتوائه. أرسل الخليفة 30,000 رجل من خراسان تحت قيادة عمير بن إسماعيل إلى الإقليم، في معركة باغريفاند في 25 أبريل 775، تلقى الأمراء هزيمة حاسمة، وقُتل قادتهم، سمبات السابع البقرادوني وموشيغ السادس ماميكونيان. بعد المعركة، تم قمع الثورة نهائيًا من قبل العباسيين ووصف الأرمن ذلك القمع بالوحشية.

## آثار ما بعد المعركة
كما يكتب المؤرخ مارك ويتو، المعركة كانت «نقطة تحول في سياسة جنوب القوقاز».هزيمة الثورة الأرمنية قضت على قوة العديد من عائلات الأمراء، وأبرزها عائلات ماميكونيان، جنوني، أماتوني، رشتوني، سهاروني وكامساراكان، والذين نجوا «إما معالين من عائلات أخرى، أو منفيين في بيزنطة» (ويتو). من ناحية أخرى، عائلة أرتسروني- الذين انتقلوا إلى الخلافة في الوقت المناسب-
استفادت من فراغ السلطة لتصل إلى السلطة في فاسبوراكان (Vaspurakan)، في حين عائلة باجراتوني، بعد تراجع لفترة من الوقت إلى المعاقل الجبلية، تمكنوا من استعادة المركز المهيمن في البلاد خلال القرن التاسع.
تابع العباسيين إعادة فرض السيطرة على أرمينيا بتطهير مماثل للنبلاء المسيحيين الأصليين في إيبيريا المجاورة في عقد 780، وكذلك من جديد سياسة الاستيطان التي شهدت أعدادا متزايدة من المسلمين العرب استقروا في منطقة القوقاز، مع تأثير ذلك في مطلع القرن التاسع، العنصر العربي ساد في المدن والسهول. وفي القرن التالي، ألبانيا القوقازية تحولت للإسلام بفعالية، في حين ايبيريا وأغلب أرمينيا جاءت تحت سيطرة سلسلة من الإمارات العربية.